# CRUX
CRUX is een Linuxdistributie geoptimaliseerd voor x64-processoren (64 bitarchitectuur). Voor versie 3.0 was de distributie geoptimaliseerd voor i686, de laatste generatie van de 32 bitarchitectuur. CRUX maakt gebruik van BSD-achtige initscripts en een tar.gz-gebaseerd pakketbeheersysteem. Het maakt ook gebruik van het ports-systeem dat onder meer door FreeBSD gebruikt wordt om software bij te werken naar een nieuwere versie.

## Installatie
In tegenstelling tot vele andere Linuxdistributies beschikt CRUX niet over een grafisch installatieprogramma. De gebruiker start de kernel op van een cd of diskette, waarna deze aan de slag gaat met de command-line-interface. De schijf wordt ingedeeld via een partitieprogramma zoals fdisk of cfdisk, dat de nodige bestandssystemen aanmaakt. De cd of NFS wordt gemount (aangekoppeld) samen met de voorheen aangemaakte partities. Het installatiescript compileert een nieuwe kernel en installeert een bootloader.

## Versiegeschiedenis
| Versie | Maand + jaar      |
| ------ | ----------------- |
| 1.0    | December 2002     |
| 1.1    | Maart 2003        |
| 1.2    | Augustus 2003     |
| 1.3    | December 2003     |
| 1.3.1  | Februari 2004     |
| 2.0    | Maart 2004        |
| 2.1    | April 2005        |
| 2.2    | April 2006        |
| 2.3    | Maart 2007        |
| 2.4    | December 2007     |
| 2.5    | December 2008     |
| 2.6    | September 2009    |
| 2.7    | Oktober 2010      |
| 2.7.1  | November 2011     |
| 2.8    | 14 oktober 2012   |
| 3.0    | 18 januari 2013   |
| 3.1    | 16 juli 2014      |
| 3.2    | 22 november 2015  |
| 3.3    | 11 februari 2017  |
| 3.4    | 12 mei 2018       |
| 3.5    | 11 juni 2019      |
| 3.6    | 8 december 2020   |
| 3.6.1  | 12 december 2020  |
| 3.7    | 26 september 2022 |